# 보호 유리
보호 유리란 사람의 몸인 인체나 물건을 보호하기 위해 특수적으로 사용되는 유리를 뜻한다. 보호 유리는 강성이 중요하기 때문에 강화 유리를 이용하여 만들게 된다. 

## 특징
보호 유리는 사람의 몸이나 물건을 보호하기 위해 사용되는 제품이기 때문에 유리의 강도가 중요하다. 보호 안경이나 스마트폰 등에 사용하는 액정에서 많이 쓰이는 제품이며 스키를 타거나 등산을 할 때에 햇빛의 강한 자외선으로부터 눈을 보호하는 역할을 하게 된다. 인체의 해로운 방사선으로부터 보호하기 위해 사용되기도 하는 제품이며 산업 현장에서 근로자의 안전을 위해서도 사용이 되는 제품이기도 하다. 보호 유리는 산업 현장에서 사용이 될 때에는 고온의 작업이나 용접 등을 할 때에 사용되며 방사선을 막기위한 보호 유리는 납이 많거나 고농도의 바륨이 함유된 유리를 사용하며 붕소 및 카드뮴이 다량으로 함유된 유리를 사용하기도 한다.

## 같이 보기
- 강화 유리
- 유리